# 191341 Lánczos
191341 Lánczos è un asteroide della fascia principale. Scoperto nel 2003, presenta un'orbita caratterizzata da un semiasse maggiore pari a 2,9177678 UA e da un'eccentricità di 0,1247751, inclinata di 2,19828° rispetto all'eclittica.